# Narciso G. Reyes
Narciso G. Reyes   (Tondo, 2 de febrer de 1914 - 7 de maig de 1996) va ser un periodista, diplomàtic i escriptor filipí. Va ser president d'UNICEF de 1972 a 1974, secretari general de l'Associació de Nacions del Sud-est Asiàtic (ASEAN) de 1980 a 1982 i president del Programa de les Nacions Unides per al Desenvolupament (PNUD) en 1974. Reyes també va ser representant permanent davant les Nacions Unides i ambaixador al Regne Unit, la República Popular de la Xina, Myanmar, Tailàndia i Indonèsia.

## Trajectòria
Després d'assistir a l'escola, va estudiar a la Universitat de Santo Tomás i, en 1935, es va graduar en Arts. Durant els següents dos anys, va treballar com a professor de la llengua anglesa en la mateixa universitat que en fou alumne i, al mateix temps, també treballava com a periodista. Més tard, va anar treballant com a editor per diferents periòdics; Philippine Commonwealth, The Manila Post i Evening News.
En 1948 va ingressar en l'administració pública i en 1954 va ser destinat a la Missió Permanent davant les Nacions Unides a Nova York. A continuació, va ser director de l'Agència d'Informació de les Filipines. A continuació va ser destinat a Tailàndia i va ser ambaixador a Myanmar de 1958 a 1962. En 1962 va passar a ser Ambaixador a Indonèsia. De 1966 a 1970 va ser ambaixador al Regne Unit. A continuació, Reyes es va convertir en Representant Permanent davant les Nacions Unides a Nova York. Va ser president d'UNICEF de 1972 a 1974 i president del Programa de les Nacions Unides per al Desenvolupament (PNUD) en 1974. De 1977 a 1982 va ser ambaixador a la República Popular de la Xina. Va ser secretari general de l'Associació de Nacions del Sud-est Asiàtic (ASEAN) de 1980 a 1982.
L'11 de juliol de 1994 se li va concedir la més alta condecoració del servei exterior filipí, el premi Gawad Mabini, amb el rang de Dakilang Kamanong.